# Барберини, Бенедетто
Бенедетто Барберини (итал. Benedetto Barberini; 22 октября 1788, Рим, Папская область — 10 апреля 1863, там же) — итальянский куриальный кардинал. Секретарь Священной Конгрегации дисциплины монашествующих с 5 марта 1822 по 10 марта 1823. Префект Дома Его Святейшества и Префект Апостольского дворца с 10 марта 1823 по 15 декабря 1828. Префект Священной Конгрегации церковного иммунитета  с 28 ноября 1834 по 10 апреля 1863. Архипресвитер патриаршей Латеранской базилики с 28 апреля 1844 по 10 апреля 1863. Камерленго Священной Коллегии Кардиналов с 1856 по 1857. Секретарь апостольских бреве с 5 февраля 1862 по 10 апреля 1863. Кардинал in pectore со 2 октября 1826 по 15 декабря 1828. Кардинал-священник с 15 декабря 1828, с титулом церкви Санта-Мария-сопра-Минерва с 21 мая 1829 по 2 июля 1832. Кардинал-священник с титулом церкви Санта-Мария-ин-Трастевере со 2 июля 1832, in commendam с 16 июня 1856. Кардинал-протопресвитер с 20 апреля 1856. Кардинал-священник с титулом церкви Сан-Лоренцо-ин-Лучина с 16 июня 1856.